# Tim Griffin
John Timothy Griffin (ur. 21 sierpnia 1968 w Charlotte) – amerykański polityk, członek Partii Republikańskiej.

## Działalność polityczna
W okresie od 3 stycznia 2011 do 3 stycznia 2015 przez dwie kadencje był przedstawicielem 2. okręgu wyborczego w stanie Arkansas w Izbie Reprezentantów Stanów Zjednoczonych. Następnie był zastępcą gubernatora stanu Arkansas, a od stycznia 2023 jest prokuratorem generalnym stanu Arkansas.